# St. Peter und Paul (Osterberg)

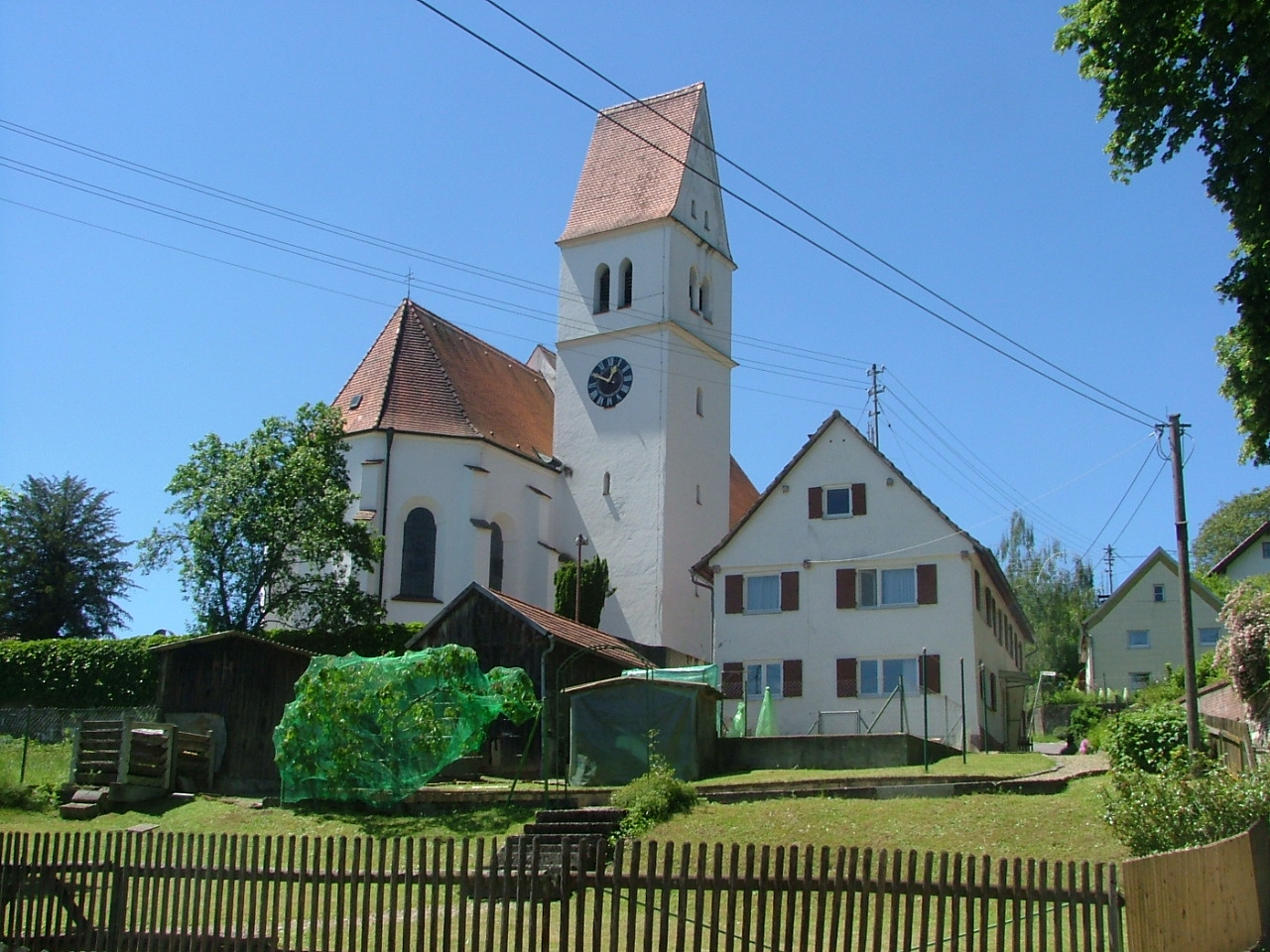
St. Peter und Paul in Osterberg

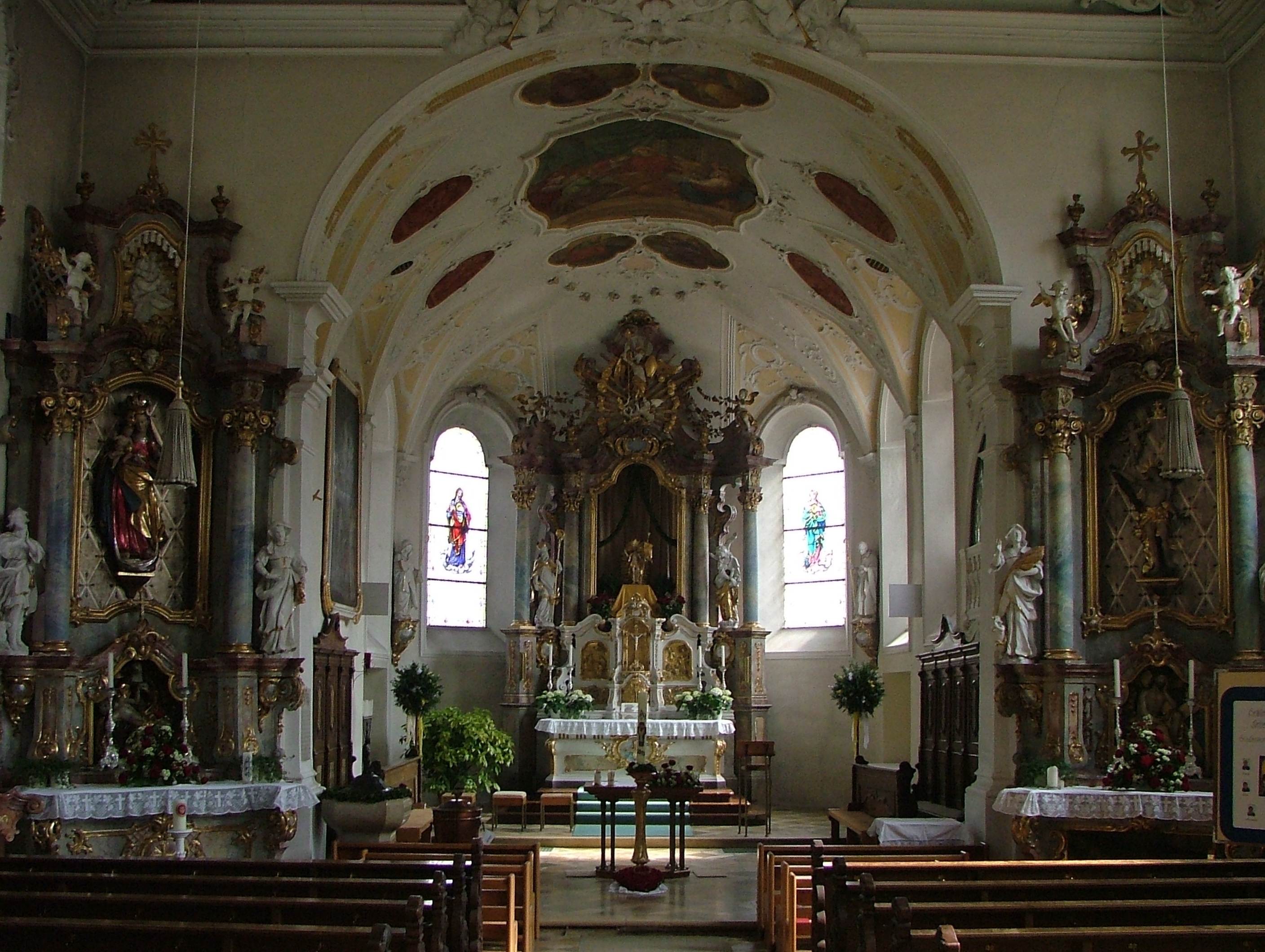
Blick zum Chor

Die römisch-katholische Pfarrkirche St. Peter und Paul steht in Osterberg, einer Gemeinde im schwäbischen Landkreis Neu-Ulm von Bayern. Das denkmalgeschützte Bauwerk ist  in der Liste der Baudenkmäler in Osterberg unter der Nr. D-7-75-142-3 eingetragen. Die Pfarrei gehört zum Dekanat Neu-Ulm des Bistums Augsburg.

## Beschreibung
Die Saalkirche wurde in der zweiten Hälfte des 15. Jahrhunderts erbaut und in der ersten Hälfte des 18. Jahrhunderts umgebaut. Sie besteht aus einem Langhaus, einem eingezogenen, dreiseitig geschlossenen, von Strebepfeilern gestützten Chor im Osten, einer Sakristei an der Südwand und einem Chorflankenturm an der Nordwand und des Chors, dessen oberstes Geschoss den Glockenstuhl und das darunter die Turmuhr beherbergt, und der quer mit einem Satteldach bedeckt ist. 
Der Innenraum des Langhauses ist mit einer Flachdecke überspannt, der des Chors mit einem Stichkappengewölbe. Der Stuck im Innenraum wurde erst 1909 ausgeführt. Die Fresken im Chor und an der Brüstung der Empore entstanden 1884, im Langhaus 1912. Auf dem Altarretabel des Hochaltars ist die Krönung Mariens dargestellt.